# Мальджольо, Кристиано
Джузе́ппе Кристиа́но Мальджо́льо (итал. Giuseppe Cristiano Malgioglio; род. 23 апреля 1945, Рамакка, Сицилия) — итальянский композитор, певец и телеведущий.

## Карьера
Свой первый контракт со звукозаписывающим лейблом, Durium, получил благодаря усилиям поэта-песенника Фабрицио Де Андре. В 1974 году он сочинил песню «Ciao cara come stai?», с которой певица Ива Дзаникки выиграла Фестиваль Сан-Ремо. В 1975 году он написал для Мины песню «L’importante è finire», которая стала настоящим хитом в Италии. В то же время он стал сотрудничать с бразильским музыкантом Роберту Карлусом, для которого писал итальянские версии текстов его песен. За свою карьеру Мальджольо писал песни для таких артистов как Адриано Челентано, Риты Павоне, Аманда Лир, Рафаэлла Карра, Моника Наранхо, Мильвы, Патти Право, Орнелла Ванони, Джуни Руссо, Сильви Вартан, Фреда Бонгусто, Пупо, Франко Калифано и многих других. 
Параллельно со своей композиторской деятельностью, Мальджольо также занимался собственно исполнением своих песен, часто иронических, а также богатыми на сексуальный подтекст; одной из его самых популярных песен стала «Sbucciami». В 2000-е годы также стал появляться на телеэкранах в качестве телеведущего и участника различных ток- и реалити-шоу.

## Дискография
Студийные альбомы
- Scandalo[итал.] (1977)
- Maledizione io l’amo[итал.] (1978)
- Sbucciami[итал.] (1979)
- Artigli[итал.] (1981)
- Bellissime[итал.] (1983)
- Café Chantant[итал.] (1986)
- Casanova[итал.] (1987)
- Delitto e castigo[итал.] (1989)
- Amiche[итал.] (1991)
- Futtetenne[итал.] (1992)
- En España. Escuchando a Isabel Pantoja[итал.] (1994)
- Carpe diem[итал.] (1995)
- Señor Battisti[итал.] (1996)
- Matri[итал.] (1997)
- Ho dimenticato di baciare la sposa[итал.] (2000)
- La Esperanza[итал.] (2002)
- La mia storia…in privato[итал.] (2004)
- Le donne non capiscono gli uomini[итал.] (2005)
- Boleros[итал.] (2006)
- Quando tu non mi vedi[итал.] (2007)
- Papaya[итал.] (2008)
- Je m’adore[итал.] (2009)
- Cara Mina ti scrivo…[итал.] (2010)
- Senhora Évora[итал.] (2012)
- Habana andata e ritorno[итал.] (2012)
- La bellezza[итал.] (2014)
- Iconic Fifties[итал.] (2015)
- Sonhos[итал.] (2017)
- Danzando[итал.] (2018)